# Sebiș
Sebiș (en hongarès: Borossebes) és una ciutat del comtat d'Arad, a l'oest de Transsilvània, Romania. Situat al 82 km de la capital del comtat, Sebiș és un dels centres urbans més importants de la vall de Crișul Alb. Administra tres pobles: Donceni (Dancsfalva), Prunișor (Kertes) i Sălăjeni (Szelezsény). El seu territori ocupa 61,81 km quadrats a la conca major de Sebiș, que és una subunitat de la conca de Crișul Alb.

## Demografia
Segons el cens del 2011, la ciutat té 5.831 habitants, dels quals el 90,53% són romanesos, el 6,68% gitanos, el 2,31% hongaresos i el 0,1% pertanyen a altres ètnies o no declarades.

## Història
El primer esment documental de la localitat es remunta a l'any 1552, mentre que més tard, el 1746, Sebiș tenia un estatus de mercat (opidum Sebes). Donceni es va registrar el 1439, Prunișor el 1406 i Sălăjeni el 1574.
Fins a finals del segle xviii Sebiș havia estat sota ocupació otomana i més tard sota administració dels Habsburg. Durant el darrer període, l'assentament va experimentar un desenvolupament accentuat.

## Economia
El parc solar de Sebiș, finalitzat el desembre del 2013, té uns 317.000 panells fotovoltaics de pel·lícula fina d'última generació, amb una capacitat total de 65 megawatts. Es tracta de la central fotovoltaica més gran de Romania, construïda amb un cost de 100 milions d'euros.

## Turisme
Per als turistes, Sebiș és el punt de partida cap al curs superior del riu Crișului Alb, cap al bany termal de Moneasa i cap als cims de les muntanyes Codru-Moma.

## Fills il·lustres
- Mihai Beniuc